# Seth Lundy
Seth Xavier  Lundy (ur. 2 kwietnia 2000 w Paulsboro) – amerykański koszykarz, występujący na pozycji rzucającego obrońcy, od 2023 zawodnik Atlanty Hawks oraz zespołu G-League – College Park Skyhawks.
W 2023 reprezentował Atlantę Hawks podczas rozgrywek letniej ligi NBA w Las Vegas.

## Osiągnięcia
Stan na 3 grudnia 2023, na podstawie
, o ile nie zaznaczono inaczej.
NCAA
- Uczestnik:
  - rozgrywek II rundy turnieju NCAA (2023)
  - meczu gwiazd NCAA – Reese’s College All-Star Game (2023)
- Zaliczony do:
  - I składu:
    - Academic All-Big Ten (2021)
    - turnieju konferencji Big Ten (2023)

  - składu honorable mention Big Ten (2023)